# Trichiusa convergens
Trichiusa convergens är en skalbaggsart som beskrevs av Thomas Casey 1906. Trichiusa convergens ingår i släktet Trichiusa och familjen kortvingar. Inga underarter finns listade i Catalogue of Life.